# 요제프 크립스
요제프 크립스(Josef Krips, 1902년 4월 8일 ~ 1974년 10월 13일)는 오스트리아의 지휘자이자 바이올린 연주자이다.
빈을 중심으로 활약하고 있었지만, 외국의 오케스트라, 음악제 등에의 등장도 적지 않았다. 과연 그는 빈적인 아담한 맛이 있는 잘 정돈된 연주를 들려준다. 독일의 고전파로부터 낭만파가 본령이지만, 특히 베토벤 연주에 뛰어났다.